# Aril Edvardsen

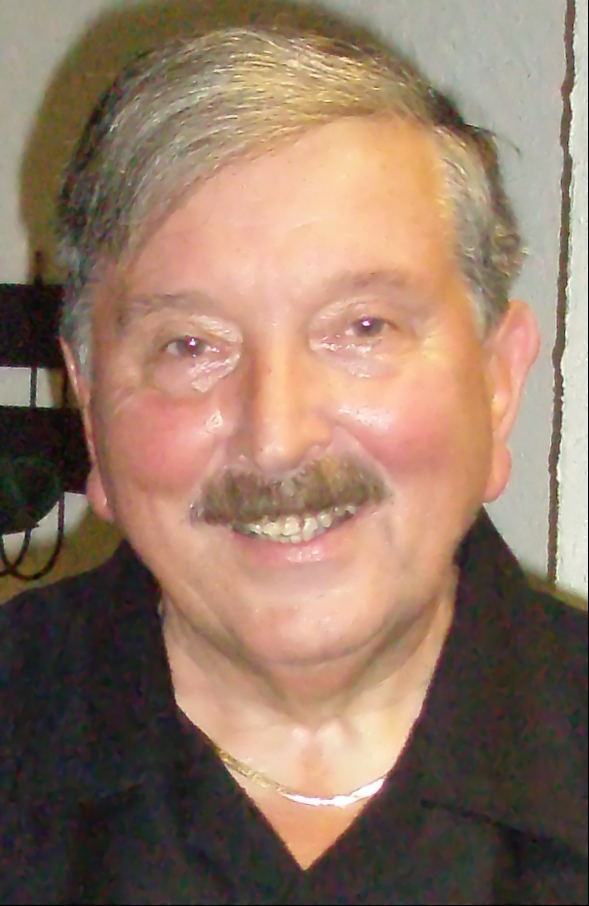
Aril Edvardsen

Aril Edvardsen, född 15 november 1938, död 6 september 2008, var en av Norges mest kända predikanter och grundare av missionsstiftelsen Troens Bevis.

## Biografi
1956 genomgick Edvardsen en radikal omvändelse och 1960 upplevde han en kallelse att starta en världsvid evangelisationssatsning, genom nationella vittnen och nationella kyrkor.
1964 hölls den första av de årliga sommarkonferenserna i Sarons Dal, i Edvardsens födelsebygd Kvinesdal. Här bildades 1965 Troens Bevis och dess missionscenter byggdes upp, från 1966 med radiosändningar på olika språk.
1979 sändes programmen via 60 radiostationer i fyra världsdelar och nådde ut till 80 länder. Under 1980-talet började man även med TV-sändningar, som idag når 200 miljoner människor, dygnet runt. I januari 2007 övertogs ledningen för Troens bevis av sonen Rune Edvardsen.
Som missionspredikant besökte Edvardsen de flesta av världens länder. Under en av dessa resor avled Arild Edvardsen, till följd av ett slaganfall, i Mombasa, Kenya strax efter att han avslutat en evangelisationskampanj på Zanzibar. 
Den 15 september 2008 begravdes Edvardsen i Sarons Dal. En lång rad officiella gäster var inbjudna av Kvinesdals kommun och Troens bevis och över en kvarts miljon människor följde direktsändningen i norska TV2.

### Relation till norska pingströrelsen
Pingströrelsen i Norge accepterade inte Edvardsens verksamhet, vilket bland annat statuerades med det 1977 utkomna kompendiet "Pinsebevegelsens svar til Aril Edvardsen". Postumt kom detta att omprövas, uttryckt bland annat 2014 av den norska pingstledaren Sigmund Kristoffersen där han konstaterade att "Pingströrelsen i Norge hade varit mycket större idag om den hade behandlat evangelisten Aril Edvardsen annorlunda".

## Kuriosa
Våren 2012 blev Edvardsen hedrad som "halehelt", det vill säga att med bild och namn pryda stjärtfenan på ett flygplan, på ett av Norwegians nya flyg, LN-DYZ. 